# SPTSSA
SPTSSA (англ. Serine palmitoyltransferase small subunit A) – білок, який кодується однойменним геном, розташованим у людей на 14-й хромосомі. Довжина поліпептидного ланцюга білка становить 71 амінокислот, а молекулярна маса — 8 466.
| 10         |  | 20         |  | 30         |  | 40         |  | 50         |
| ---------- |  | ---------- |  | ---------- |  | ---------- |  | ---------- |
| MAGMALARAW |  | KQMSWFYYQY |  | LLVTALYMLE |  | PWERTVFNSM |  | LVSIVGMALY |
| TGYVFMPQHI |  | MAILHYFEIV |  | Q          |  |            |  |            |

A: Аланін

E: Глутамінова кислота

F: Фенілаланін

G: Гліцин

H: Гістидин

I: Ізолейцин

K: Лізин

L: Лейцин

M: Метіонін

N: Аспарагін

P: Пролін

Q: Глутамін

R: Аргінін

S: Серин

T: Треонін

V: Валін

W: Триптофан

Задіяний у такому біологічному процесі, як метаболізм ліпідів. 
Локалізований у мембрані, ендоплазматичному ретикулумі.